# Gunnars Båtturer & Charter
Gunnars Båtturer & Charter AB är ett rederi som bedriver upphandlad färjetrafik för Västtrafik på linje 847 i Lysekils kommun samt linje 326 i Kungälvs kommun och Tjörns kommun. Janne Wikström köpte bolaget år 1999 från Gunnar Augustsson. Under senare delen av 2010-talet blev även Jonny Wikström och Kristofer Ågren delägare i bolaget.
Företaget grundades 1975 av Gunnars Augustsson på Dyrön, som tog över båttrafiken från Henrik Arvidsson och Sören Olsson och deras bolag Dyröns Båttrafik. Arvidsson och Olsson hade i sin tur köpt upp trafiken av Algot Kristensson och Albert Nilsson som hade startat trafiken år 1949. På den tiden gick trafiken på traden Tjuvkil - Hättan - Risön - Dyrön - Åstol - Rönnäng - Klädesholmen.
Efter en upphandling uppdrog Västtrafik år 2021 åt Gunnars Båtturer att mellan 2022 och 2037 bedriva färjetrafik mellan Lysekil och Skaftö. Avtalet var värt sammanlagt 210 miljoner kronor. Trafiken bedrivs med en för ändamålet nybyggd eldriven färja, Elise.

## Flotta
| Färja           | Bild | Byggd | Linje | Passagerare | Noter              |
| --------------- | ---- | ----- | ----- | ----------- | ------------------ |
| Elise           |      | 2024  | 847   | 150         |                    |
| Carl Wilhelmson |      | 1990  | 847   | 222         | Ägs av Västtrafik. |
| Bohusö          |      | 1983  | 326   | 63          |                    |
| Lövö            |      | 1995  |       | 23          |                    |
| Drott           |      | 1965  |       | 95          | Köptes 2009.       |